# 彭俊亨
彭俊亨，台灣行政學者，專長文化行政、文化政策。曾任國家文化藝術基金會執行長、中華民國文化部政務次長、基隆市文化局局長、國家文化藝術基金會資源發展總監、台灣文化法學會常務監事、洪建全教育文化基金會董事、臺灣生活美學基金會董事等職。
2021年2月轉任元智大學人文社會學院「文化產業與文化政策博士學位學程」專任教授。2022年5月28日兼任文化內容策進院第二屆董事長。2023年3月17日轉任臺灣生活美學基金會董事長。
彭俊亨長年茹素，蒐集諸多卡通公仔玩偶。

## 履历

### 學歷
- 國立政治大學公共行政系博士
- 國立政治大學公共行政系碩士
- 國立政治大學公共行政系學士
- 國立臺灣師範大學附屬高級中學

### 經歷
- 文化部政務次長
- 文化內容策進院董事長
- 台灣生活美學基金會董事長
- 國家電影中心董事長
- 國家文化藝術基金會執行長
- 基隆市文化局局長
- 國家文化藝術基金會資源發展總監、研發資深專員、行政處處長、推廣處組長
- 中華社會福利聯合勸募協會執行秘書
- 中華民國行政院秘書室專員
- 中國時報人間副刊、青年日報副刊特約插畫家
- 國立台北藝術大學藝術與人文教育研究所兼任助理教授
- 國立台北教育大學文教法律碩士班、文化創意產業經營學系兼任助理教授
- 淡江大學公共行政學系兼任助理教授
- 台灣文化法學會常務監事
- 洪建全教育文化基金會董事
- 台灣文化政策研究學會常務監事
- 文化內容策進院投資審議委員